# De Forenede Nationers Pagt
De Forenede Nationers Pagt er aftalen som etablerede den internationale organisation De Forenede Nationer. Aftalen blev åbnet for underskrivelse den 26. juni 1945 ved en konference i San Francisco i USA og trådte i kraft den 24. oktober 1945 efter at have blevet ratificeret af de fem faste medlemmer af FN's sikkerhedsråd.

## Resumé
FN-pagten består af et præambel og en serie artikler, der er inddelt i kapitler.
Præambelet består af to væsentlige dele: Den første del indeholder et generelt mål om at opretholde freden og den internationale sikkerhed, samt respekten for menneskerettighederne; den anden del af præambelet er en erklæring, der ligesom en aftale fortæller, at De Forenede Nationer har opnået enighed om indholdet af pagten.
- Kapitel 1 fastsætter De Forenede Nationers formål. Ligeledes indeholder det de væsentlige bestemmelser om opretholdelsen af den internationale fred og sikkerhed.
- Kapitel 2 definerer hvilke kriterier en stat skal opfylde for at kunne blive medlem af De Forenede Nationer.
- Kapitel 3-15, der udgør størsteparten af pagten, beskriver De Forenede Nationers organer og institutioner og deres respektive beføjelser.
- Kapitel 16 og 17 beskriver hvorledes De Forenede Nationer integreres med folkeretten.
- Kapitel 18 og 19 gør det muligt at tilføje ændringsbestemmelser til pagten og fastsætter ratifikationskriterierne.